# Trichodezia latifasciaria
Trichodezia latifasciaria là một loài bướm đêm trong họ Geometridae.